# Iberiotoxina
La iberiotoxina (IbTX) es una toxina de canal iónico purificada del escorpión rojo de India oriental Buthus tamulus.
La iberiotoxina inhibe selectivamente  corriente a través de canales de potasio activados por calcio de gran conductancia.

## Química
La Iberiotoxina es un péptido de 37 aminoácidos. La fórmula es C179H274N50O55S7. También es conocida como  "toxina alfa-KTx 1.3 de canales de potasio" o IbTx. La secuencia completa de aminoácidos has sido definida y muestra un 68% de homología de secuencia con charibdotoxina.

## Blanco y modo de acción
Iberiotoxina se une a la cara exterior de los  canales de K activados por Ca de gran conductancia (maxiK o BK channels) con alta afinidad (Kd ~1 nM). Inhibe selectivamente la corriente al disminuir tanto la probabilidad de apertura como el tiempo abierto del canal.

## Toxicidad
El veneno produce principalmente anomalías cardiopulmonares como trastornos circulatorios, miocarditis y cambios en la ATPasa cardíaca del sarcolema, y por estas anomalías puede finalmente causar la muerte. En las zonas rurales de la India, el escorpión y su veneno es un factor comúnmente conocido de la muerte de los niños. El veneno causa inicialmente una estimulación colinérgica transitoria (vómitos, sudoración profusa, bradicardia, priapismo, hipersalivación, y hipotensión) que es seguido por hiperactividad adrenérgica sostenida (hipertensión, taquicardia, e insuficiencia miocárdica). La fase adrenérgica, pero no la fase colinérgica, es un fenómeno dependiente de la dosis.

## Tratamiento
El tratamiento es principalmente sintomático. El dolor local se trata inyectando deshidroemetina en el sitio de la picadura. La hipovolemia se corrige con una solución de rehidratación oral. A los pacientes agitados, confundidos y no cooperativos se les da un 5% de goteo solución salina de dextrosa. Los pacientes con hipertensión al ingreso reciben una dosis única de 5 mg de nifedipina sublingual y prazosina oral. La presión arterial en pacientes con hipertensión se controla con nifedipina sublingual sola. A los pacientes con edema pulmonar se les administra aminofilina intravenosamente, bicarbonato de sodio por vía intravenosa, prazosina oral y oxígeno por mascarilla.